# Bruno Ramires
Bruno Edgar Silva Almeida, genannt Bruno Edgar, auch Bruno Ramires, (* 18. März 1994 in Salvador) ist ein brasilianischer Fußballspieler.

## Karriere
Bruno Edgar begann seine fußballerische Ausbildung u. a. beim Cruzeiro EC aus Belo Horizonte. Seit 2014 gelang ihm hier der Sprung in den Profikader des Vereins. Am 37. Spieltag der Saison am 30. November 2014 kam der Spieler zu seinem ersten Einsatz. Im Spiel gegen den Chapecoense wurde er in der 58. Minute eingewechselt. Durch diesen Einsatz kam er zum Titel des brasilianischen Meisters 2014, welchen der Klub zu diesem Zeitpunkt schon sicher hatte. Erst in der Saison 2016 kam häufiger zu Einsätzen. Auch sein erstes Tor für Cruzeiro gelang ihm in dem Jahr. Im Copa do Brasil 2016 traf er 21. Juli auf den EC Vitória. In der 22. Minute gelang Bruno Edgar der 1:0-Führungstreffer (Entstand 2:1). Anfang 2017 wurde er dann an den EC Vitória ausgeliehen. Bereits Ende Juli des Jahres wurde Bruno Edgar weiter verliehen nach Portugal. Seine nächste Station war der Moreirense FC. Mit diesem trat Bruno Edgar künftig in der portugiesischen Primeira Liga an. Sein erstes Spiel in der Liga bestritt er am 6. August 2017. Im Auswärtsspiel gegen Vitória Setúbal stand Bruno Edgar in der Startelf. Nach der Halbzeitpause wurde er für Ronaldo Peña ausgewechselt.
Im Juni 2018 wurde bekannt, dass Marítimo Funchal aus Portugal nach erfolgreichen Verhandlungen auf die Verpflichtung von Bruno Ramires verzichtet. Der Spieler hatte nachträglich weitere Forderungen gestellt. Der Präsident von Marítimo, Carlos Pereira, wollte dieses Verhalten nicht akzeptieren und trat daher von einer Verpflichtung des Spielers zurück. Der Kontrakt zwischen Ramires und Cruzeiro lief Ende 2018 aus. Bis zum Ende der Saison 2018 wurde er an den AA Ponte Preta in die Série B ausgeliehen.
Zur Saison 2019 wechselte Bruno Ramires zu CS Alagoano. Mit diesem konnte er wieder in der Série A spielen. Bereits im August verließ er den Klub wieder. Er versuchte einen weiteren Anlauf in Portugal. Er unterzeichnete einen Kontrakt beim Segunda Liga Klub CD Feirense. Sein erstes Spiel in der Liga bestritt er am 14. September 2019, dem 5. Spieltag der Saison 2019/20. In dem Heimspiel gegen Benfica Lissabon B wurde er in der 81. Minute für Cris eingewechselt. Am 9. Spieltag, dem 3. November 2019, erzielte Bruno Ramires sein erstes Tor für den Klub. Zuhause gegen Nacional Funchal erzielte er in der 68. Minute den 1:0-Führungtreffer (Endstand-1:0).
Im August 2020 wechselte Bruno Ramires zum Belenenses SAD Mit diesem sollte in der Saison 2020/21 wieder in der Primeira Liga auflaufen. Der Kontrakt erhielt eine Laufzeit über drei Jahre. Bereits ein Jahr später verließ er den Klub wieder. Er ging nach Indien zum Bengaluru FC, wo er einen Kontrakt bis zum Ende der Saison 2022/23 unterzeichnete. Sein Pflichtspieldebüt in der Indian Super League gab Bruno Ramires am 20. November 2021, dem ersten Spieltag der Saison 2021/22.
Nach Abschluss der Saison 2022/23 verließ Ramires den Klub. Seine nächste Station war der Hồng Lĩnh Hà Tĩnh FC in Vietnam. Nach Beendigung der Saison verließ er den Klub wieder. Seitdem ist er ohne neuen Kontrakt.

## Erfolge
Cruzeiro
- Campeonato Brasileiro: 2014